# 젤로
젤로(Zelo(본명: 최준홍, 崔準烘), 1996년 10월 15일~)는 대한민국의 보이 그룹 《B.A.P》의 리드 래퍼 겸 리드 댄서 등을 맡았다.

## 학력
- 서울공연예술고등학교 실용음악학과 졸업